# Wieża widokowa na Trójgarbie
Wieża widokowa na Trójgarbie – wieża widokowa na górze Trójgarb w paśmie Gór Wałbrzyskich w województwie dolnośląskim. 

## Historia
Pierwsza wieża widokowa stanęła na najwyższym szczycie Trójgarbu w roku 1882, wraz z parterowym schroniskiem. Budowę sfinansował właściciel restauracji „Złota Kotwica” w Starych Bogaczowicach Martin Engler. Oba obiekty zostały rozebrane po drugiej wojnie światowej. Następnie postawiono w tym miejscu wieżę triangulacyjną, później rozebraną. 

## Wieża widokowa
Wieża postawiona jest na planie trójkąta i stoi na żelbetowej płycie, o grubości 1 metra, na jej budowę zużyto 67 ton stali, około 60 kubików betonu i 50 kubików drewna modrzewiowego. Sam montaż tej konstrukcji zajął 2,5 miesiąca. Na górę prowadzi 160 stopni schodów. Wieża składa się z pięciu wysuniętych poza podstawę platform widokowych na pięciu kondygnacjach, na wysokości od 17 do 23 metrów nad podstawą. Całkowita wysokość wieży to 27 metrów. Po zmroku wieża oświetlana jest lampami zasilanymi przez ogniwa fotowoltaiczne. Otwarcie wieży odbyło się 29 grudnia 2018. 
Wieża została sfinansowana z funduszy gmin Czarny Bór, Stare Bogaczowice i Szczawno-Zdrój a także Urzędu Marszałkowskiego Województwa Dolnośląskiego. Budowę zrealizowano w ramach projektu Ekomuzeum wokół Trójgarbu – etap II – sposób na ochronę i udostępnianie zasobów przyrodniczych masywu Trójgarbu i Chełmca”. Ogólny koszt wyniósł 2 687 900 złotych, z czego dofinansowanie wynosiło 70 procent. 

## Szlaki turystyczne piesze

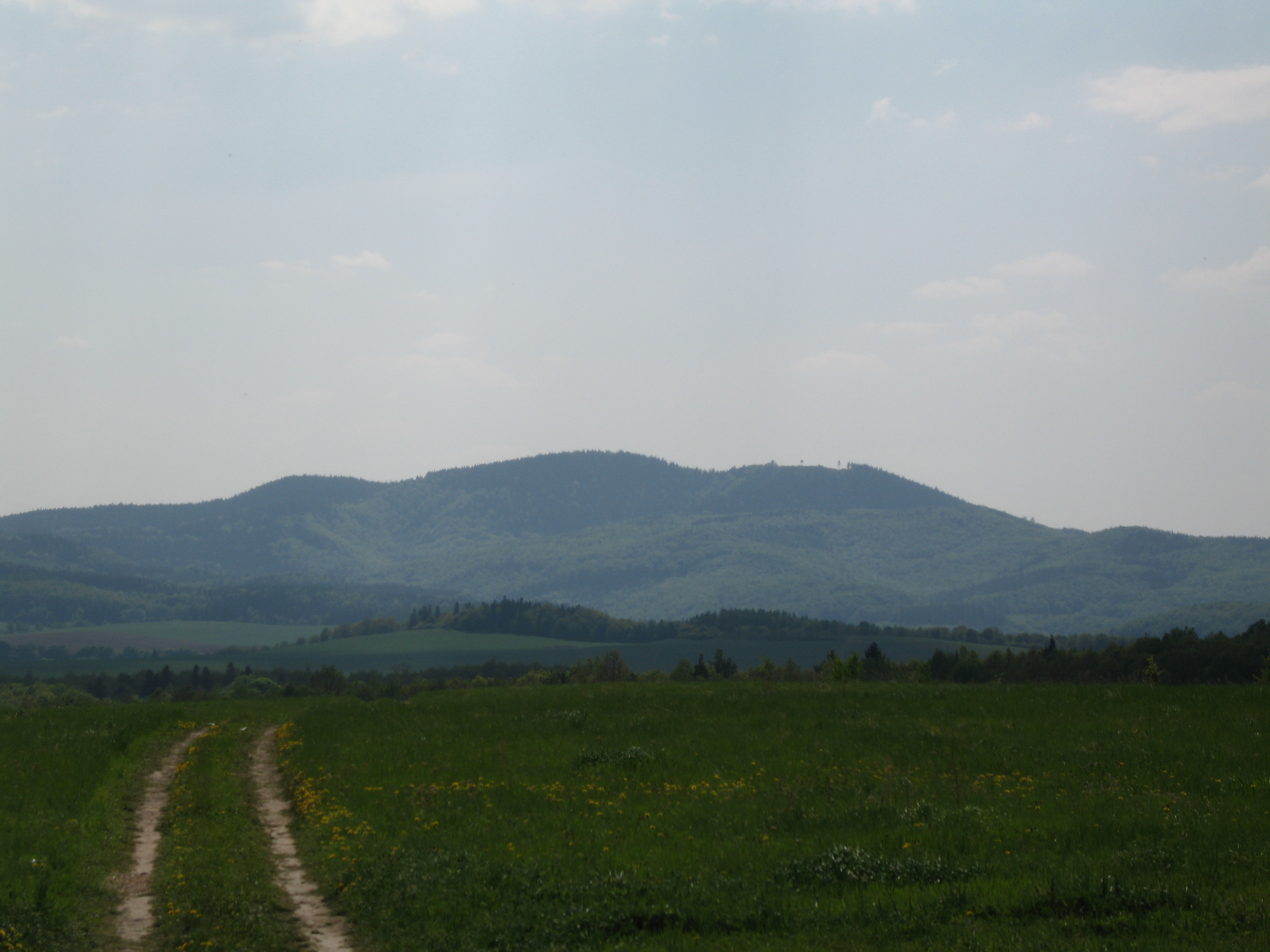
Trójgarb

Na szczyt Trójgarbu i na wieżę widokową prowadzą następujące szlaki turystyczne:
- Gostków – Trójgarb – Chełmiec
- Szczawno-Zdrój – Trójgarb – Bolków
- Zamek Cisy – Trójgarb – Witków
- Trójgarb – Nowe Bogaczowice
- Sędzisław – Trójgarb – Boguszów-Gorce